# Suisun City (Kalifornija)
Suisun City je grad u američkoj saveznoj državi Kalifornija. Prema popisu stanovništva iz 2010. u njemu je živjelo 28.111 stanovnika.